# Aeroportul Malda
Aeroportul Malda (IATA: LDA, ICAO: VEMH) este un aeroport din Malda⁠(d), Malda Sadar subdivision⁠(d), Malda district⁠(d), Malda division⁠(d), Bengalul de Vest, India.
aeroportul dispune de o singură pistă. Este operat de Airports Authority of India⁠(d).